# Mostri (singolo Giorgieness)
Mostri è un singolo della cantautrice italiana Giorgieness, pubblicato il 21 ottobre 2021 come quinto estratto dal terzo album in studio omonimo.

## Descrizione
Il brano, scritto dalla stessa cantautrice, è prodotto da Marco Olivi e Ramiro Levy.

## Video musicale
Il video musicale è stato pubblicato il 28 ottobre 2021 attraverso il canale YouTube della cantautrice.

## Tracce
Testi e musiche di Giorgia D'Eraclea.
1. Mostri – 2:58